# Ipixuna
Ipixuna, amtlich portugiesisch Município de Ipixuna, ist eine Gemeinde im westlichen historischen Grenzgebiet des brasilianischen Bundesstaats Amazonas mit einem großen Gemeindegebiet. Die Bevölkerung wurde 2024 auf 25.458 Einwohner geschätzt, die Ipixunenser genannt werden und ein Gebiet von rund 12.110 km² bewohnen. Sie liegt im Amazonas-Regenwald linksseitig am stark mäandrierenden Rio Ipixuna und etwa 1380 km von der Hauptstadt Manaus entfernt.

## Toponymie
Der Ort ist nach dem Fluss benannt, der in den Tupí-Sprachen, gebildet aus y + pyxun + a, dunkles oder schwarzes Wasser bedeutet. Der Rio Ipixuna ist ein typischer Schwarzwasserfluss des Amazonasbeckens.

## Geographie
Das Biom ist Amazonas-Regenwald (Amazônia). Die Gemeinde liegt im Alto Juruá und im Einzugsgebiet des Rio Juruá. Es hat eine Grenze zum Bundesstaat Acre.
Umliegende Gemeinden sind im Westen Guajará, im Nordwesten Atalaia do Norte, im Norden Benjamin Constant und im Osten Eirunepé.

## Geschichte
Über Ipixuna ist wenig bekannt. Durch das Lei Estadual n.º 96 vom 19. Dezember 1955 wurden Stadtrechte vergeben und die Gemeinde aus Eirunepé ausgegliedert. Die Installation als Munizip fand am 18. Februar 1956 statt.
1958 war es als Gebiet der nationalen Sicherheit (Área de Segurança Nacional), eingestuft.

## Kommunalverwaltung
Seit den Kommunalwahlen in Brasilien 2016 ist Maria do Socorro de Paula Oliveira des Partido da Social Democracia Brasileira (PSDB) die Stadtpräfektin genannte Bürgermeisterin. Bei den Kommunalwahlen in Brasilien 2020 wurde sie mit 5405 oder 60,89 % der gültigen Stimmen für die Amtszeit 2021 bis 2024 wiedergewählt.

## Bevölkerungsentwicklung
| Jahr | Einwohner | Stadt | Land   |
| --- | --------- | ----- | ------ |
| 1960 | 10.192    | 311   | 9.881  |
| 1970 | 12.846    | 688   | 12.158 |
| 1980 | 18.744    | 852   | 17.892 |
| 1991 | 9.653     | 3.554 | 6.099  |
| 2000 | 14.759    | 5.765 | 8.994  |
| 2010 | 22.199    | 9.452 | 12.747 |
| 2021 | 31.172    | ?     | ?      |
| Hier fehlt eine Grafik, die leider im Moment aus technischen Gründen nicht angezeigt werden kann. Wir arbeiten daran! |           |       |        |

Quelle: IBGE (2011)

## Ethnische Zusammensetzung
Ethnische Gruppen nach der statistischen Einteilung des IBGE (Stand 2000 mit 14.759 Einwohnern, Stand 2010 mit 22.254 Einwohnern): Von diesen lebten 2010 9499 Einwohner im urban geltenden Bereich und 12.755 im Regenwaldgebiet.
| Gruppe      | Anteil 2000 | Anteil 2010 | Anmerkung                        |
| ----------- | ----------- | ----------- | -------------------------------- |
| Brancos     | 346         | ▲ 6.957     | Weiße, Nachfahren von Europäern  |
| Pardos      | 11.876      | ▲ 12.115    | Mischrassige, Mulatten, Mestizen |
| Pretos      | 933         | ▲ 1.491     | Schwarze                         |
| Amarelos    | 4           | ▲ 111       | Asiaten                          |
| Indígenas   | 1.126       | ▲ 1.580     | indigene Bevölkerung             |
| ohne Angabe | 475         | –           |                                  |

## Söhne und Töchter der Gemeinde
Vor Stadtrechtsverleihung in Vila Ipixuna:
- José Melo de Oliveira (* 1946), Politiker
- José Altevir da Silva (* 1962), römisch-katholischer Ordensgeistlicher, Prälat von Tefé